# Keisei Tominaga
Keisei Tominaga (en japonés 富永 啓生, Moriyama-ku, Nagoya; 1 de febrero de 2001) es un baloncestista japonés que pertenece a la plantilla de los Salt Lake City Stars de la G League. Con 1,88 metros de estatura, juega en la posición de escolta.

## Trayectoria deportiva

### Universidad
Jugó dos temporadas en el Ranger College en Ranger, Texas, en la NJCAA, en las que promedió 16,6 puntos, 2,4 rebotes y 1,1 asistencias por partido, siendo incluido al finalizar su segunda temporada en el segundo mejor quinteto All-American de la NJCAA.
En 2021 fue transferido con una beca escolar completa a los Cornhuskers de la Universidad de Nebraska, donde jugó tres temporadas más, en las que promedió 11,4 puntos y 1,8 rebotes por partido. En su última temporada fue incluido por los entrenadores en el segundo mejor quinteto de la Big Ten Conference.

#### Estadísticas
JUCO
| Año     | Equipo         | PJ | PT | MPP | %TC  | %3P  | %TL  | RPP | APP | ROB | TPP | PPP  |
| ------- | -------------- | -- | -- | --- | ---- | ---- | ---- | --- | --- | --- | --- | ---- |
| 2019–20 | Ranger College | 31 | 28 | 2.0 | .549 | .479 | .855 | 2.3 | 0.7 | 1.1 | 0.3 | 16.8 |
| 2020–21 | Ranger College | 27 | 24 | 6.8 | .510 | .487 | .883 | 2.4 | 1.6 | 1.0 | 0.1 | 16.3 |
| Total   | Total          | 58 | 52 | 4.4 | .530 | .483 | .869 | 2.4 | 1.1 | 1.1 | 0.2 | 16.6 |

NCAA
| Año     | Equipo   | PJ | PT | MPP  | %TC  | %3P  | %TL  | RPP | APP | ROB | TPP | PPP  |
| ------- | -------- | -- | -- | ---- | ---- | ---- | ---- | --- | --- | --- | --- | ---- |
| 2021–22 | Nebraska | 30 | 11 | 16.5 | .373 | .330 | .842 | 1.5 | 0.6 | 0.8 | 0.0 | 5.7  |
| 2022–23 | Nebraska | 32 | 14 | 25.1 | .503 | .400 | .868 | 1.6 | 0.7 | 0.6 | 0.1 | 13.1 |
| 2023–24 | Nebraska | 32 | 32 | 26.1 | .466 | .376 | .875 | 2.3 | 1.4 | 0.9 | 0.0 | 15.1 |
| Total   | Total    | 94 | 57 | 22.7 | .462 | .374 | .868 | 1.8 | 0.9 | 0.7 | 0.0 | 11.4 |

### Profesional
Tras no ser elegido en el Draft de la NBA de 2024, el 26 de septiembre firmó contrato con los Indiana Pacers, pero fue despedido al día siguiente. El 27 de octubre se incorporó a su filial en la G League, los Indiana Mad Ants.

### Selección nacional
Consiguió su primera convocatoria a la selección absoluta de su país al ser incluido en la lista de 12 hombres que representó a Japón en la tercera ventana de los Clasificación de FIBA Asia y FIBA Oceanía para la Copa Mundial de Baloncesto de 2023 celebrada en Australia. En su debut, saliendo desde el banquillo, fue el máximo anotador de su equipo con 18 puntos, incluidos cinco triples.
En 2020 representó a su país en el equipo de baloncesto 3x3 en los Juegos Olímpicos de Tokio, liderando a su equipo con 6,9 puntos por partido.
Entre julio y agosto de 2024 fue parte de la selección absoluta de Japón, que disputó los Juegos Olímpicos de París, finalizando en decimoprimera posición.